# Hugo Borst

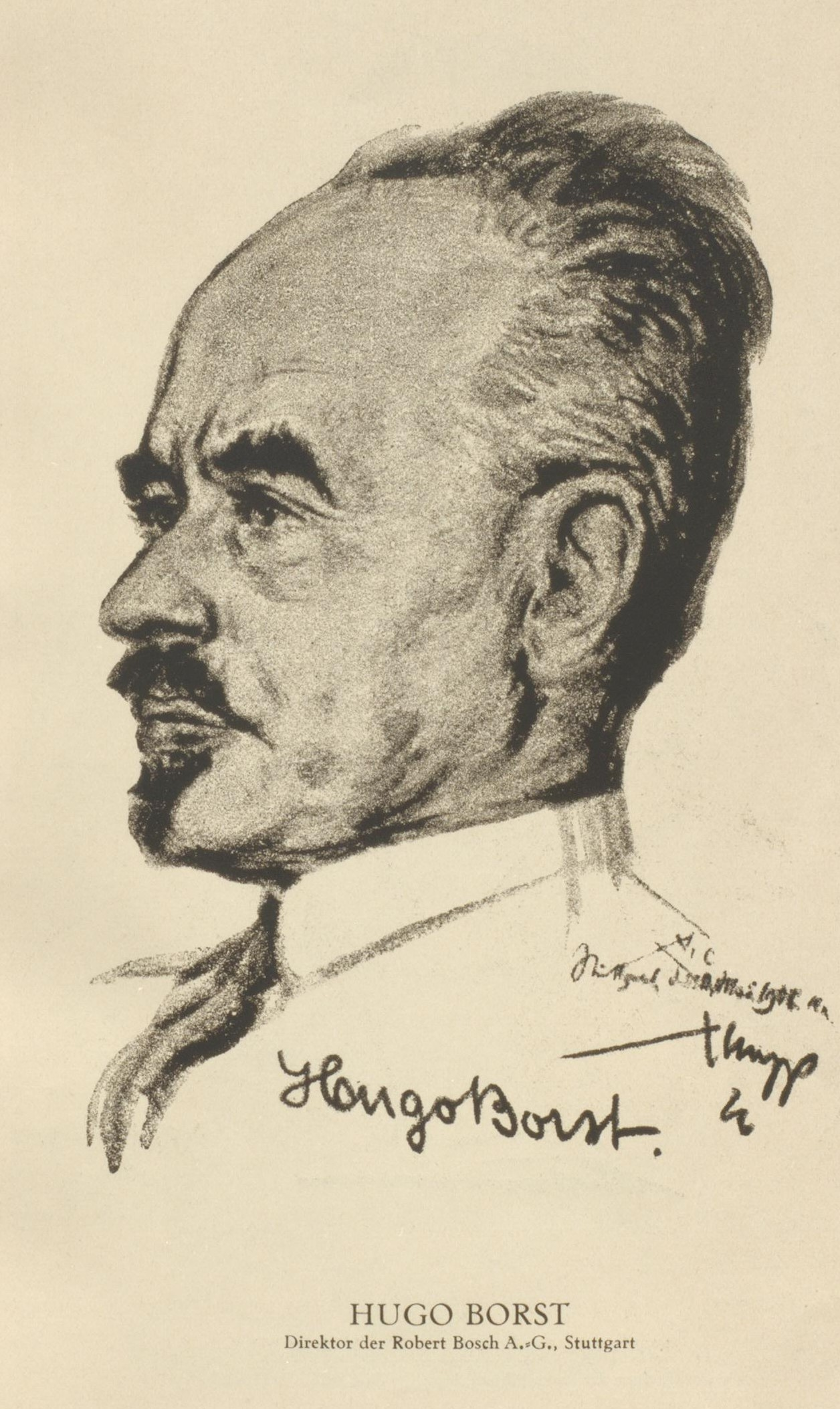
Emil Stumpp: Hugo Borst (1926)

Hugo Albert Borst (* 13. Januar 1881 in Göppingen; † 20. Oktober 1967) war ein deutscher Kaufmann, privater Kunstsammler und Kunstmäzen. Lange Zeit war er kaufmännischer Direktor der Robert Bosch GmbH Stuttgart.

## Leben
Hugo Borst war der Sohn des Kaufmanns Otto Herrmann Borst. Im Alter von 19 Jahren trat Borst in die Firma seines Onkels Robert Bosch ein. Er hatte Teil an dem Aufstieg der Personengesellschaft Robert Bosch vor dem Ersten Weltkrieg zu einem bedeutenden internationalen Branchenunternehmen. Nach der wirtschaftlichen Krise 1925 entließ Robert Bosch seinen Neffen, den er dafür verantwortlich gemacht hatte. Danach konzentrierte sich Borst auf seine Kunstsammlung.

## Kunstsammler
Borst begann bereits vor dem Ersten Weltkrieg mit seiner Kunstsammlung. Zu seinen ersten Werken gehörten Bilder von Paula Modersohn-Becker. Insbesondere Werke der Gründungsmitglieder der Stuttgarter Sezession nahm er in seine Sammlung auf (Reinhold Nägele, Jakob Wilhelm Fehrle, Bernhard Pankok und Heinrich Altherr). Außerdem kaufte er Werke von Adolf Hölzel und seinen Schülern. In Zusammenarbeit mit Otto Fischer, dem damaligen Leiter der Staatsgalerie in Stuttgart, sammelte er französische Expressionisten, die Otto Fischer für die Staatsgalerie nicht kaufen durfte.
Borst unterhielt als privater Kunstsammler in Stuttgart die eigene öffentliche Galerie „Künstlerhaus Sonnenhalde“. Von der Eröffnung dieser Galerie am Gähkopf 3 im Stuttgarter Norden im Jahr 1931 an bis zu seinem Tode 1967 machte er über 600 Skulpturen und Gemälde der Öffentlichkeit zugänglich.
Während der Zeit des Nationalsozialismus hielt Hugo Borst mit großem Mut Werke verfemter Künstler wie z. B. Rudolf Schlichter für die Öffentlichkeit zugänglich. Sogar während des Zweiten Weltkrieges blieb die Sammlung jeweils samstags nachmittags bis 1943 zugänglich. Die Räumlichkeiten wurden bei den Luftangriffen 1944 beschädigt, die ausgelagerten Kunstwerke blieben jedoch unversehrt. Von 1946 bis 1961 diente die Galerie als Ausweichquartier für den Württembergischen Kunstverein Stuttgart, der hier seine ersten Ausstellungen nach dem Krieg veranstaltete. Künstlerisch galt Borsts Interesse vor allen Dingen dem deutschen Expressionismus und der französischen Moderne. Als Mäzen förderte er junge Talente wie Adolf Hölzel, Oskar Schlemmer, Willi Baumeister, Reinhold Nägele und Jakob Wilhelm Fehrle. Borsts Sammlung von Werken dieser Künstler repräsentiert den wichtigen Beitrag Stuttgarts zur klassischen Moderne.
Neben seiner Kunstsammlertätigkeit übernahm Hugo Borst leitende Funktionen in Stuttgarter Kulturinstitutionen. Von 1927 bis 1948 hatte er den Vorsitz des Stuttgarter Galerievereins, den Freunden der Staatsgalerie Stuttgart, inne. Zu seinem 75. Geburtstag im Jahr 1956 wurde Borst vom Bundespräsidenten Theodor Heuss mit dem Großen Verdienstkreuz der Bundesrepublik Deutschland ausgezeichnet. Diese Würdigung galt einerseits seinen herausragenden Verdiensten, die er sich um die Kunstkultur in Stuttgart erworben hatte. Andererseits wurde mit dem Verdienstkreuz die große Unternehmerpersönlichkeit Hugo Borst geehrt.
Seine private Kunstsammlung ging nach seinem Tode nahezu vollständig an die Staatsgalerie Stuttgart über, in der es einen eigenen Hugo-Borst-Saal gibt. Der schriftliche Nachlass wurde 2017 vom Hauptstaatsarchiv Stuttgart übernommen.

## Werke
- Hugo Borst: Bücher, die die große und die kleine Welt bewegten: Versuch einer Kulturgeschichte in Erstausgaben von 1749 - 1899 nach Erscheinungsjahren geordnet im Rahmen meiner Sammlung schöngeistiger und wissenschaftlicher deutscher und fremdsprachiger Literatur, Stuttgart 1969.
- Hugo Borst: Wie ich Sammler wurde: Erinnerungen und Bekenntnisse, Stuttgart 1941.
- Hugo Borst: Köpfe aus der Sammlung von Hugo und Martha Borst in Stuttgart, Stuttgart 1938.
- Hugo Borst: Neue Kunst in Stuttgarter Privatbesitz: Sammlung Hugo Borst, Stuttgart 1931.
- Hugo Borst und W. Hellpach, Das Problem der Industriearbeit, Berlin 1925, ISBN 978-3-642-93885-6.
- Hugo Borst: Kopf hoch! 60 Soldatenlieder für die Kriegsjahre 1914 - 1917 unseren tapferen württembergischen Truppen im Feld gewidmet, Stuttgart 1914.
- Hugo Borst: Das sogenannte Taylor-System vom Standpunkt des Organisators betrachtet (Vortrag vom 15. Januar 1914), Stuttgart 1914.